# Miguel López de Gera
Miguel López de Gera García (Zaragoza, 10 de octubre de 1899 - Madrid, 13 de octubre de 1988) fue un abogado, maestro y político español que fue alcalde de Zaragoza. 

## Biografía
Casado con Carmela García Menéndez. Fue maestro de profesión y licenciado en derecho, trabajó en la Cámara de Comercio de Zaragoza desde 1925.
Desde el Sindicato de Iniciativa y Propaganda de Aragón en 1925, progresó hacia candidato en 1931 por el Partido Republicano Radical, obtuvo una concejalía y posteriormente fue alcalde el 5 de enero de 1934. Desde este puesto  contribuyó a la mejora de las escuelas municipales e inició el proyecto de recubrimiento del rio Huerva.
Vinculado al deporte, fue presidente de la Federación Aragonesa de Atletismo y del Centro Naturista Helios.
Al perder las elecciones de 1936 en contra de Federico Martínez Andrés, recuperó de nuevo el título como consecuencia del golpe de Estado en España de julio de 1936, aunque lo abandonó en 1937 debido a su descontento con el régimen político, lo que le originó una breve estancia en prisión.
Vivió en Madrid hacia 1942, y de allí emigró a Cuba para trabajar en las propiedades de su mujer. Debido a la revolución cubana, le fueron expropiadas todas sus propiedades, y volvió a España.